# Kyuss Lives!
Kyuss Lives! was een band die voortkwam uit het project van de oud-Kyuss-zanger John Garcia.

## Garcia Plays Kyuss
John Garcia toerde in de zomer van 2010 door Europa met een Belgisch-Nederlandse band onder de naam Garcia Plays Kyuss, om oude nummers van Kyuss live te spelen en promotie te maken voor zijn (nog niet uitgebrachte) soloproject Garcia vs. Garcia.
Brant Bjork's band Brant Bjork and the Bros deed mee aan de tour waarin Bjork steeds meer de drum voor zijn rekening nam tijdens een aantal nummers van Garcia Plays Kyuss. Nick Oliveri en Brant Bjork speelden in juni 2010 samen met Garcia "Green Machine" en "Gardenia" op Hellfest omdat Oliveri daar ook speelde met zijn band Mondo Generator. Dit deden ze vaker tijdens die tournee. De Belg Bruno Fevery nam de gitaarpartij voor zijn rekening terwijl Josh Homme een tournee met Queens of the Stone Age afwerkte. Deze zag een comeback in Kyuss niet zitten.

## Kyuss Lives!
Samen met Oliveri en Bjork was driekwart van de originele band compleet. In 2011 vervingen Oliveri en Bjork de leden van Garcia Plays Kyuss definitief en gingen ze verder onder de naam Kyuss Lives!.
Omdat Oliveri op 12 juli 2011 werd gearresteerd op verdenking van huiselijk geweld na een confrontatie met een SWAT-eenheid, nam Scott Reeder in 2011 tijdens de tour zijn functie in het buitenland over. In 2012 deed Billy Cordell dit.
Kyuss Lives! speelde in 2011 een set van drie uur op het poppodium van 013 en stonden in 2012 op Pinkpop.

## Rechtszaak over de naam Kyuss
In maart 2012 werden Garcia en Bjork aangeklaagd door Josh Homme en oud-bassist Scott Reeder voor fraude. Dit had te maken met het gebruik van de naam Kyuss.
Bjork zei hier het volgende over:
"De eis van Josh is niet een probleem van de laatste tijd ... Het is een probleem dat 20 jaar geleden begon. Dat is ook de reden dat de band zo kort bestond. Josh en ik waren het creatieve brein in de band. Nadat de tweede cd ‘Blues For The Red Sun’ klaar was kregen wij een meningsverschil over hoe de band zou moeten bestaan en hoe de liedjes geschreven moesten worden.
In 1992 ontdekte Josh de marketing binnen de muziek. Dit is de financiële omzet voor het maken van liedjes. Hierna wilde Josh alle liedjes schrijven.
Als drummer kon ik hem niet mijn liedjes laten spelen. Ik koos ervoor om niet met hart en ziel in een band te spelen die ik was begonnen om Josh geld te laten verdienen. Ik verliet de band.
Ik was een gefrustreerde, boze en verdrietige 19-jarige idealist die zijn liefde opofferde voor waar ik in geloofde.
2,5 jaar later stopte Josh de band nadat John hem had geconfronteerd met hetzelfde punt: de controle van de band voor persoonlijk gewin".
Bjork gaf op 7 juni 2012 in een interview met Thrashhits aan dat Homme en Reeder op de hoogte waren gebracht door Garcia wat de toekomstvisie was met Kyuss Lives! Ook vertelde Bjork over de relatie met Josh Homme: "De laatste keer dat ik hem (Josh) sprak is zes jaar geleden waarin hij aangaf dat hij mij (Bjork) nooit meer wilde spreken. In het begin van de Kyusstijd konden wij het goed met elkaar vinden. We groeiden steeds meer uit elkaar en we hebben het nooit meer bijgelegd. Er is nooit een heftige ruzie geweest. We hadden beide andere interesses. Na nog een aantal keer samen te hebben gewerkt na Kyuss werd het mij steeds duidelijker dat wij uit elkaar waren gegroeid. Josh is niet meer de persoon die ik ooit kende".
In augustus 2012 bepaalde een rechter dat John Garcia en Brant Bjork geen studio- en/of live-materiaal mochten uitbrengen onder de band naam 'Kyuss Lives!'. Wel mogen ze de naam gebruiken voor liveshows zolang 'Kyuss' en 'Lives!' in dezelfde lettergrootte naast elkaar staan om onduidelijkheid over de naam weg te nemen. De rechter gaf aan dat ze in de toekomst misschien in de problemen kunnen komen hiermee en gaf aan dat het voor de verdedigende partij het beste is om de bandnaam te veranderen.
Omdat Oliveri maatjes was met Josh Homme en de bandleden wilde hij niet in het midden komen te staan van de ruzie en stapte uit de band om aan een nieuwe cd te werken van zijn band Mondo Generator.

## Vista Chino
Op 29 november 2012 werd aangekondigd dat de naam Kyuss Lives! werd veranderd in Vista Chino. Oliveri besloot na het veranderen van de naam terug te komen bij de band.
Het laatste Kyuss Lives!-optreden vond plaats tijdens het Soundwave Festival begin 2013 in Australië.

## Ex-leden tijdens Garcia Plays Kyuss
| naam            | instrument | duur      |
| --------------- | ---------- | --------- |
| Jaques de Haard | basgitaar  | 2010-2011 |
| Rob Snijders    | drum       | 2010-2011 |

## Ex-leden tijdens Kyuss Lives!
| naam          | instrument | duur                                          |
| ------------- | ---------- | --------------------------------------------- |
| Scott Reeder  | basgitaar  | liveshows buiten de VS in het najaar van 2011 |
| Billy Cordell | basgitaar  | maart-november 2012                           |